# Acronicta metaxanthodes
Acronicta metaxanthodes är en fjärilsart som beskrevs av Embrik Strand 1921. Acronicta metaxanthodes ingår i släktet Acronicta och familjen nattflyn. Inga underarter finns listade i Catalogue of Life.